# Mattermost
Mattermost is een opensource online chatdienst die zelf te hosten is. De dienst is ontworpen als interne chat voor organisaties en bedrijven, en positioneert zich voornamelijk als alternatief voor Slack en Microsoft Teams.